# Honda Civic (2021)
L'undicesima generazione della Honda Civic viene prodotta dalla casa automobilistica giapponese Honda a partire dal maggio 2021 in sostituzione della decima generazione.

## Descrizione
La Civic di undicesima generazione è stata presentata in versione berlina 3 volumi e sotto forma di prototipo il 17 novembre 2020. La prima immagine ufficiale è stata diffusa sul web il 14 aprile 2021, per poi essere svelata completamente il 28 aprile 2021 e messa in vendita il 16 giugno 2021 nel mercato Nordamericano. La variante a due volumi (commercializzata come "Civic Hatchback") è stata presentata il 23 giugno 2021. La versione coupé non viene più offerta a causa delle scarse vendite fatte registrare nella passata generazione.
Per il mercato nordamericano, la produzione avviene negli stabilimenti di Alliston in Canada e a Greensburg (Indiana) negli USA.
Negli Stati Uniti, la Civic è disponibile in quattro livelli di allestimento: LX, Sport, EX e Touring (Sport Touring sulla Civic Hatchback). I modelli LX e Sport sono dotati di un motore benzina aspirato a 4 cilindri in linea da 2,0 litri da 118 kW (160 CV), mentre i modelli EX e Touring montano un 4 cilindri turbo da 1,5 litri da 134 kW (182 CV). Tutti i modelli sia berlina e che hatchback sono dotati di serie del cambio automatico a variazione continua CVT. La 5 porte può essere dotata in opzione di un cambio manuale a sei marce sugli allestimenti Sport e Sport Touring.

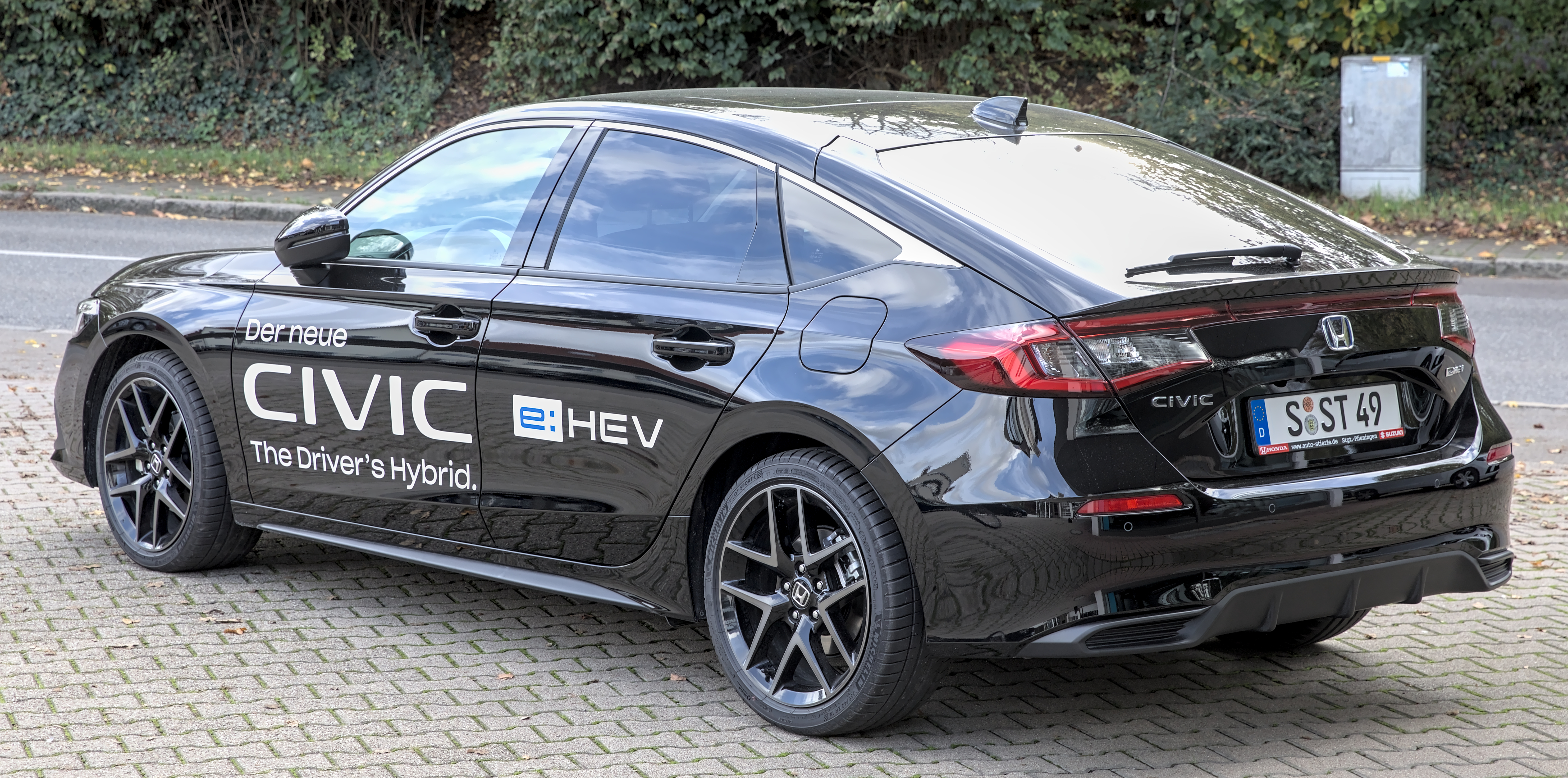
Civic e:HEV 5 porte

## Evoluzione

### Civic e:HEV
La versione ibrida, commercializzata come Civic e:HEV, è stata presentata il 23 marzo 2022, sia in configurazione berlina tre volumi che hatchback. Il modello è alimentato da un motore a benzina a ciclo Atkinson da 2,0 litri di nuova concezione a iniezione diretta, abbinato a una batteria agli ioni di litio e due motori elettrici. Honda dichiara un'efficienza termica del 41% e un valore di emissioni combinate di CO2 di 108 g/km.

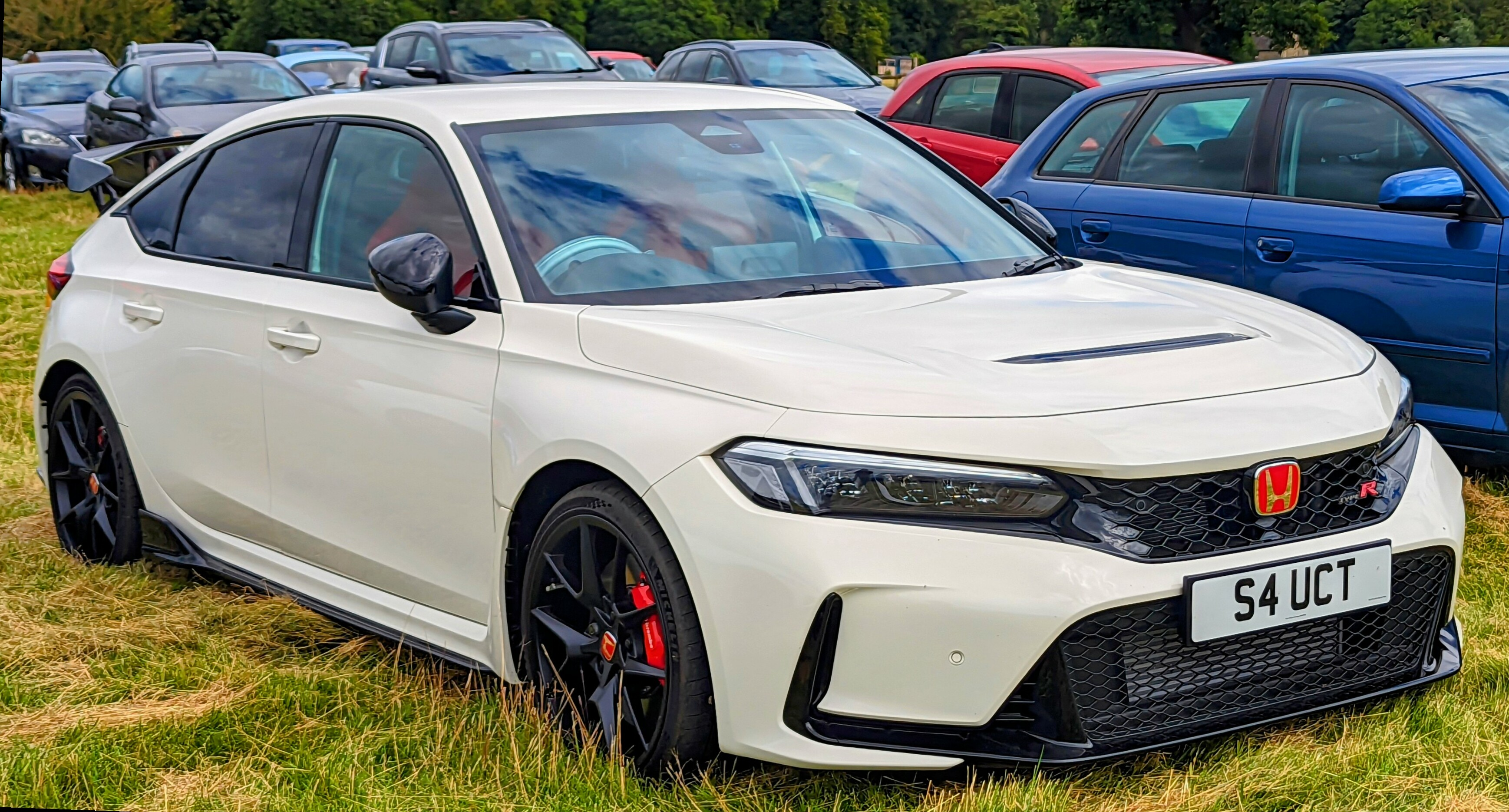
Civic Type R

### Civic Type R
Versione ad alte prestazioni della Civic, che è stata introdotta il 20 luglio 2022, è alimentata dal motore K20C1 da 2,0 litri derivato dalla generazione precedente con modifiche quali un turbocompressore rivisto, che eroga a 330 CV.

## Riconoscimenti
- North American Car of the Year 2022[10]
- Red Dot Design Award 2023[11]